# ニンビン (化学)
ニンビン (Nimbin) は、インドセンダンから単離されるトリテルペノイドである。インドセンダンの精油、ニームオイルの多くの生理活性の原因になっていると考えられており、抗炎症薬、解熱剤、抗真菌薬、抗ヒスタミン薬、殺菌剤としての性質を持つ。